# Nicolas Schmit
Nicolas Schmit, luksemburški politik; * 10. december 1953, Differdange, Luksemburg.
Od leta 2019 deluje kot evropski komisar za delovna mesta in socialne pravice. Je član Luksemburške socialistične delavske stranke (LSAP). Med letoma 2004 in 2019 je bil minister luksemburške vlade in leta 2019 poslanec v Evropskem parlamentu. 2024 je bil imenovan za skupnega kandidata evropske socialdemokracije za predsednika evropske komisije.

## Izobraževanje
Schmit je študiral ekonomijo v Franciji na Institut d'études politiques d'Aix-en-Provence.

## Kariera
Leta 1979 je Schmit svojo politično in diplomatsko kariero začel kot ataše v kabinetu predsednika vlade v Luksemburgu, nato pa na zunanjem ministrstvu. Leta 1989 je postal sekretar delegacije stranke LSAP v Poslanski zbornici. V državni svet je bil imenovan 29. oktobra 1991 in zamenjal Renéja Grégoriusa.
Leta 2004 je bil Schmit imenovan v prvo vlado Juncker-Asselborn kot minister-delegat za zunanje zadeve in priseljevanje, pod vodstvom ministra za zunanje zadeve Jeana Asselborna.
Po volitvah leta 2009, na katerih je bil Schmit izvoljen v volilni enoti Est kot edini poslanec LSAP, je bil ponovno imenovan v vlado. Prevzel je mesto ministra za delo, zaposlovanje in priseljevanje Luksemburga. Je predsednik mreže EPSCO Stranke evropskih socialistov . 
Na evropskih volitev leta 2019 je Schmit postal poslanec v Evropskem parlamentu, kjer je pripadal skupini Progresivno zavezništvo socialistov in demokratov (S&D). Postal je član odbora za zaposlovanje in socialne zadeve. Luksemburg ga je nominiral za svojega evropskega komisarja v komisiji Ursuli von der Leyen. 1. decembra 2019 je prevzel resor za delovna mesta in socialne pravice.

## Polemike
Januarja 2011 je Xavier Bettel trdil, da je Schmit neupravičeno vplival na Policijo velikega vojvodstva, da je mesec pred tem umaknila obtožbe proti njegovemu 18-letnemu sinu. Schmit je zanikal, da bi njegova pomoč njegovemu sinu pomenila neupravičen vpliv in da je njegova vest čista.

## Osebno življenje
Je poročen in oče štirih otrok.